# Eggert Beleites
Eggert Beleites (* 1. Juni 1939 in Halle (Saale); † 27. Dezember 2006) war ein deutscher Arzt, ärztlicher Standespolitiker und Hochschullehrer für Hals-Nasen-Ohren-Heilkunde.

## Werdegang
Eggert Beleites war das 7. Kind des Hallenser HNO-Arztes Bernhard Beleites. Im Alter von neun Jahren verlor er den Vater. Nach dem Abitur 1958 und einem Jahr Bewährung in der Produktion (Hilfsarbeiter im Leuna-Werk) durfte Beleites Humanmedizin an der Universität Halle studieren.
Er wurde 1966 promoviert und absolvierte anschließend eine Ausbildung zum Facharzt für Hals-, Nasen- und Ohrenheilkunde am Universitätsklinikum Jena bei Rosemarie Albrecht. Er führte besonders gehörverbessernde Operationen durch und führte auf diesem Gebiet neue Operationsverfahren ein. 1986 habilitierte er sich.  Wissenschaftlich arbeitete er mit dem Institut für Glaschemie der Universität zusammen, gründete eine Arbeits- und Forschungsgemeinschaft Biomaterialien an der FSU, entwickelte neue Glaskeramiken mit und reichte auf diesem Gebiet mehrere Patente ein. Besonders bekannt wurde das Spezialmaterial Bioverit für Mittelohrprothesen und andere Anwendungsgebiete. Nach dem Mauerfall 1989 initiierte Beleites die grenzüberschreitende Vereinigung mitteldeutscher HNO-Ärzte. 1993 wurde er zum Direktor der HNO-Klinik der Universität Jena ernannt. 2005 trat er in den Ruhestand.
Beleites stellte sich gleich zu Beginn der Wende (DDR) 1990 der aufzubauenden ärztlichen Selbstverwaltung zur Verfügung. Als erster Präsident der Landesärztekammer Thüringen wurde er mehrfach wiedergewählt und gehörte er dem Vorstand der Bundesärztekammer an. Unter Beleites wurde in Maua (Jena) 1997 der Neubau der Landesärztekammer in Funktion genommen. Er beschäftigte sich nun besonders mit medizinethischen Fragen. So wurde er Vorsitzender im Ausschuss für Ethische und Medizinisch-Juristische Grundsatzfragen der Bundesärztekammer.

## Veröffentlichungen
- Eggert Beleites: Vorverurteilung widerspricht Menschenwürde (Editorial). Ärzteblatt Thüringen 15 (2004), 424–425
- Eggert Beleites: Leserbrief zum „Fall Rosemarie Albrecht“. Ärzteblatt Thüringen 15 (2004), 577
- Menschliche Verantwortung gestern und heute. Beiträge und Reflexionen zum nationalsozialistischen Euthanasie-Geschehen in Thüringen und zur aktuellen Sterbedebatte, Landesärztekammer Thüringen, Jena 2008, ISBN 3-9806989-4-7

## Ehrungen
- Bundesverdienstkreuz am Bande (28. April 1997)[1]
- Paracelsus-Medaille (2006)[2]
- Ehrenmitglied der Tschechischen HNO-Ärzte-Gesellschaft